# Церковь Святых Космы и Дамиана (Менцина-Велька)
Церковь святых Космы и Дамиана (пол. Cerkiew Świętych Kosmy i Damiana) — бывшая грекокатолическая церковь, находящаяся в селе Менцина-Велька, гмина Сенкова, Горлицкий повят, Малопольское воеводство. Церковь освящена в честь святых Космы и Дамиана. В настоящее время используется верующими латинского обряда. Архитектурный памятник Малопольского воеводства, входящий в туристический маршрут «Путь деревянной архитектуры».

## История
Православная община в селе Менцина-Велька была основана в 1546 году. После Брестской унии жители деревни перешли в грекокатолицизм. Современная церковь была построена в 1807 году.
3 мая 1915 года возле села Менцина-Велька состоялась битва между австрийскими и российскими войсками, во время которого храм значительно пострадал. В 1930 году храм был восстановлен на средства жителей селе Менцина-Велька и окрестных сёл Вапенне и Пстражнего.
В 1947 году жителей села, которые были лемками,  время операции «Висла» переселили в западную часть Польши и церковь стала использоваться как филиал латинского прихода Пресвятой Девы Марии Королевы Польши.

## Источник
- G. i Z. Malinowscy, E. i P. Marciniszyn, Ikony i cerkwie. Tajemnice łemkowskich świątyń, Carta Blanca, Warszawa 2009, ISBN 978-83-61444-15-2